# Living Dead Dolls
Living Dead Dolls è una linea di bambole goth statunitense, inizialmente prodotta a mano da Ed Long e Damien Glonek nel 1998 e successivamente commercializzata dalla Mezco Toyz a parire dal 2000.

## Concept
Le Living Dead Dolls sono bambole alte 10" (25cm), ma esiste anche una linea Mini da 4" (10cm), con il corpo in plastica e abbigliamento in tessuto, confezionate in una scatola a forma di bara completa di certificato di morte. Ogni bambola è morta per una causa differente, che è normalmente descritta in versi in stile Doggerel sul certificato. Mentre le bambole sono solo occasionalmente ispirate a persone reali, come ad esempio Lizzie Borden, vengono descritte esplicitamente come bambole, non rappresentazioni di persone vere, e sono destinate a un pubblico adulto, maggiore di 15 anni. In seguito sono state prodotte anche bambole ispirate a celebri film o franchise, come ad esempio Arancia meccanica o La famiglia Addams.

## Storia

### Origini
Le prime Living Dead Doll sono apparse in vendita negli Stati Uniti nel 1998. Erano originalmente concepite come bambole artistiche personalizzate a una a una da Ed Long o da Damien Glonek e descritte come "fatte a mano". Queste originali bambole fatte a mano venivano vendute in esclusiva per corrispondenza dalla compagnia di Glonek, la Unearthly Possessions, oltre che nelle convention horror della East Cost. A una di queste convention, Mike "Mez" Markowitz, il fondatore della Mezco Toyz, notò le bambole e contattò Long e Glonek così da poterle produrre e distribuire industrialmente.
All'epoca della loro creazione nel 1998, le Living Dead Dolls seppero sfruttare la tendenza del mercato per "una rivisitazione faceta di temi gotici per un pubblico di adolescenti e ventenni" emerso dopo il successo della serie televisiva Buffy l'ammazzavampiri (Buffy the Vampire Slayer, 1997-2003), che era stato trasmesso per la prima volta l'anno precedente. Un commentatore ha fatto notare che nel 2006 erano insolite tra i prodotti a tema gotico, in quanto non rientravano nel tema dell'abbigliamento e della merce che tipicamente definivano la merce destinata a questo mercato. Inoltre le bambole si distinguevano in quanto non erano collegate alla cultura popolare di saghe quali Buffy l'amazzavampiri, Star Wars o Il Signore degli Anelli, sebbene venissero vendute negli stessi reparti destinati ai prodotti per questi franchise.

### Produzione industriale
La prima serie industriale di Living Dead Dolls, la Serie 1, venne commercializzata inizialmente nei soli Stati Uniti nel 2000, con la produzione iniziale di 40 000 pezzi, e una seconda edizione venne distribuita in Giappone. A parte la bambola Damien, basata sul personaggio de Il presagio e i suoi seguiti, o pochi altri personaggi, come Alex DeLarge di Arancia meccanica, le bambole della linea sono tutte basate su disegni originali, come ad esempio Eggzorcist, una bambola con indosso un costume da coniglio originalmente realizzata per un'ex-fidanzata di Long. Dal 2001, dopo che l'inizio della produzione industriale, era comunque possibile richiedere bambole personalizzate fatte a mano direttamente dai loro creatori. Queste bambole personalizzate fatte a mano costavano inizialmente 666 dollari cadauna, più tardi saliti a 800. Nel 2004 Long e Glonek annunciarono sulle bacheche della Mezco che non avrebbero accettato altre commissioni o realizzato altre bambole fatte amano, ma occasionalmente avrebbero messo all'asta bambole fatte a mano su eBay.
Fin dal loro lancio commerciale nel 2000, sono state prodotte variazioni sul tema quali una linea di Living Dead Dolls in miniatura,, bambole di pezza e bambolotti, bambole di 18" (45cm) in porcellana e fashion doll di 13" (33cm) chiamate Fashion Victims. Una linea separata chiamata Living Dead Dolls Presents presentava bambole basate su classici del cinema come Annabelle e il gill-man de Il mostro della laguna nera. Oltre alle bambole, con il marchio Living Dead Dolls è stato prodotto molto altro merchandise tra cui set di cancelleria, temperamatite e luci per feste.
Fin dal 2001 è stata prodotta anche una vasta gamma di bambole esclusive in edizione speciale. Uno dei primi set è stato quello degli "sposi" del 2001 chiamato Died and Doom, realizzato in esclusiva per la Tower Records, mentre altri, come ad esempio Blue Eggzorcist del 2003, erano disponibili solamente alle convention. Altre bambole sono state distribuite solamente in paesi specifici, come ad esempio l'esclusiva britannica Jack The Ripper, o come Abigail Crane & Mr. Green, realizzate in esclusiva per i membri del club Mezco.
Nel 2021 per la linea Living Dead Dolls Presentes, è stata realizzata la famiglia Addams in una versione da 25cm, confezionata a coppie di personaggi. La prima coppia uscita sono stati Morticia e Gomez, mentre la seconda uscita, prevista tra aprile e giugno 2022, sarà composta dallo Zio Fester e dal Cugino Itt.

## Controversie
Nel 2002 il governo greco ha vietato le bambole, rilasciando una dichiarazione che le descriveva come una "seria minaccia alla regolare formazione e sviluppo della personalità e della salute mentale del bambino". Due delle bambole individuate erano Inferno, una bambola con ali di pipistrello e occhi infuocati, e Sybil, che indossa collare e catene.
In risposta anche il governo irlandese ha esaminato la possibilità di vietare le bambole e il Ministro per l'Infanzia, Brian Lenihan, ha parlato di una questione di "pubblica moralità". Le bambole sono state "quasi bandite" anche a Singapore.